# تايلور مالوني
تايلور مالوني (بالإنجليزية: Taylor Maloney)‏ هو لاعب كرة قدم بريطاني في مركز الوسط، ولد في 21 يناير 1999 في غريفزند ‏ في المملكة المتحدة. لعب مع تشارلتون أثلتيك.

## وصلات خارجية
- تايلور مالوني على موقع قاعدة بيانات كرة القدم.إي يو (الإنجليزية)
- تايلور مالوني على موقع Soccerbase.com (لاعب) (الإنجليزية)